# ویکی‌پدیای سینوگبانونی
ویکی‌پدیای سینوگبانونی (به سینوگبانونی: Wikipedya sa Sinugboanon) نسخهٔ زبان سبوانو دانشنامهٔ ویکی‌پدیا که در دسامبر ۲۰۰۳ ایجاد شده‌است.
ویکی‌پدیای سینوگبانونی تا ۱ مه ۲۰۲۰م با بیش از ۵٬۳۷۸٬۶۰۰ مقاله بعداز ویکی‌پدیای انگلیسی دومین ویکی‌پدیا از نظر تعداد مقالات است.
- در ۱۹ اوت ۲۰۱۱ با بیش از ۴۲٬۰۰۰ مقاله در ردهٔ پنجاه و هفتم ویکی‌پدیاها قرار داشت.
- در ۱۹ مارس ۲۰۱۳ (۲۹ اسفند ۱۳۹۱)، ضمن توسعه کمی سریع، با داشتن بیش از ۳۰۲٬۰۰۰ مقاله، از ویکی‌پدیای فارسی پیش تاخت و در ردهٔ هجدهم قرار گرفت.
- در ۹ ژوئیهٔ ۲۰۱۴ (۱۸ تیر ۱۳۹۳)، در ادامهٔ رشد سریع خود، با داشتن بیش از ۹۵۴٬۰۰۰ مقاله (پس از ویکی‌پدیای لهستانی که بیش از یک میلیون مقاله دارد)، در رتبهٔ دوازدهم قرار داشته‌است.
- در پایان سال ۲۰۱۸ بیش از ۵٬۳۶۷٬۰۰۰ مقاله داشته و هم‌اکنون پس از ویکی‌پدیای انگلیسی در رتبهٔ دوم ویکی‌پدیاها قرار داشت.
- در ۱ مه ۲۰۲۰م نیز با بیش از ۵٬۳۷۸٬۶۰۰ مقاله همچنان رتبه دوم بعد از ویکی‌پدیای انگلیسی داشت.

ویکی‌پدیای سینوگبانونی (سبوانو)، هم‌اکنون ۲۵ مارس ۲۰۲۵ میلادی (۵ فروردین ۱۴۰۴ خورشیدی)، تعداد ۱۲۵٬۶۷۹ کاربرِ ثبت‌نام‌کرده، ۶ مدیر، و ۶٬۱۱۶٬۷۶۸ مقاله دارد.